# Nippononeta ogatai
Nippononeta ogatai är en spindelart som beskrevs av Ono och Saito 200. Nippononeta ogatai ingår i släktet Nippononeta och familjen täckvävarspindlar. Inga underarter finns listade i Catalogue of Life.